# Сибирь (Добрянский район)
Сиби́рь — упразднённая деревня в Добрянском районе Пермского края России. Входила в состав Висимского сельского поселения.
Упразднена в 2024 году путём включения в состав села Висим.

## Географическое положение
Деревня расположена у реки Малый Висим, вблизи её впадения в реку Большой Висим (Камское водохранилище). Примыкает к селу Висим и стоит примерно в 500 метрах от южной окраины посёлка Ольховка, и около 30 км к северо-западу от города Добрянка.

## Население
| 2010 |
| ---- |
| 0    |

## Инфраструктура
Подсобное личное хозяйство.

## Транспорт
Остановки общественного транспорта «Висим» и «Колхозная улица» села Висим. Из Добрянки ходят (на август 2020) автобусные маршруты 169, 179.

## Топографические карты
- Лист карты O-40-53 Доьрянка. Масштаб: 1 : 100 000. Издание 1977 г.